# Unlimited Love
Albums de Red Hot Chili Peppers
The Getaway
(2016) Return of the Dream Canteen
(2022)
Singles
1. Black Summer
Sortie : 4 février 2022
2. These Are The Ways
Sortie : 1er avril 2022

Unlimited Love est le douzième album studio du groupe de rock américain Red Hot Chili Peppers sorti le 1er avril 2022 chez Warner Records. Il marque le retour du guitariste John Frusciante, qui quitta le groupe pour la seconde fois en 2009, ainsi que du producteur Rick Rubin, dont la dernière collaboration remonte à 2011.
Le premier single de l'album, Black Summer, est dévoilé le 4 février 2022 et le second, These Are The Ways, est publié le 1er avril 2022. Avant la sortie de l'album paraissent également les titres Poster Child et Not The One, respectivement le 4 mars et le 25 mars 2022.

## Genèse

### Contexte
À la suite du second départ de John Frusciante, le 29 juillet 2009, les Red Hot Chili Peppers engagent le guitariste Josh Klinghoffer. À partir de 2002, Klinghoffer, alors ami proche de Frusciante, compose et enregistre pour les albums solos de ce dernier. Il est notamment crédité sur les albums Shadows Collide with People (2004), The Will to Death (2004), Inside of Emptiness (2004), A Sphere in the Heart of Silence (2004) et The Empyrean (2009). Les deux musiciens forment également, avec Joe Lally, le groupe Ataxia, avec lequel ils publient deux albums. Au moment du départ de Frusciante des Red Hot Chili Peppers, Klinghoffer est déjà proche du groupe puisqu'en 2007, il est guitariste de tournée sur les dernières dates de l'Intergalactic Tour. Sous cette nouvelle incarnation, les Red Hot Chili Peppers publient deux albums, I'm with You (2011) et The Getaway (2016), ainsi qu'un double vinyle intitulé I'm Beside You (2013). De son côté, Frusciante s'intéresse depuis 2007 à la musique électronique et publie plusieurs albums de ce genre, certains sous son alias Trickfinger.
À l'été 2018, Flea et Frusciante sont vus ensemble pour la première fois depuis onze ans, lors d'un match de boxe à Los Angeles. Selon Klinghoffer, à cette même période, l'ancien guitariste déjeune avec Anthony Kiedis puis reprend contact avec le manager de tournée du groupe. Frusciante aurait également envoyé plusieurs mails au groupe et toute son équipe de production pour « s'excuser de ses comportements passés ». Klinghoffer et Frusciante se parlent pour la première fois en une décennie au mariage de Flea le 19 octobre 2019 : l'échange est « bref mais cordial ». À l'insu de Klinghoffer, Flea et Frusciante « jamment » plusieurs fois ensemble à l'automne 2019 et l'ancien guitariste se dit « intéressé » lorsque Flea lui évoque l'idée de reprendre sa place au sein du groupe. Frusciante déclare : « Flea m'a mis dans la tête l'idée [de rejoindre le groupe] et j'étais assis là, avec une guitare, en me disant que je n'avais pas composé de rock depuis si longtemps. Est-ce que j'en serais encore capable? ».
Klinghoffer ne s'inquiète pas pour autant du comportement intrusif de son ancien collaborateur car, à partir de la fin de l'année 2018, le groupe entame l'écriture d'un prochain album. Les sessions d'écriture sont éparses et les musiciens manquent de perdre leur travail dans les incendies de 2018 en Californie. En novembre 2019, alors que l'enregistrement du album avec Klinghoffer n'a pas encore commencé, Flea insiste au cours d'une session d'autographes que le prochain album sortira en 2020,. Il révèle ainsi que les Red Hot Chili Peppers n'avaient pas encore pris la décision de remercier Klinghoffer à cette date. « Plus de la moitié de l'album était écrite » avant le départ du guitariste, ce qui était pour lui l'assurance qu'il ne se ferait pas remplacer de sitôt, mais les quatre musiciens auraient été « plus que déçus » par ce que cet album dégageait. Kiedis déclare à propos de cet album avorté qu'il « avançait lentement et sans véritable élan ».
Kiedis et Flea s'accordent à penser « qu'il est l'heure pour John [Frusciante] de revenir ». Le guitariste évoque comme raison de son retour l'envie de vivre avec ses anciens acolytes un nouveau « sens de la collaboration et un échange d'idées », plus justes et plus encourageants, jugeant son comportement passé égocentrique : « Je sentais que pour avancer en tant qu’âme et en tant qu’être humain, je devais accepter [le] défi [...] de travailler harmonieusement avec [le reste du groupe], et de ne pas voir mon ego me pousser à aller de l’avant, mais d’avoir [...] du respect pour eux ». Kiedis se dit reconnaissant « d'avoir pu continuer [à être un groupe] en l'absence de John [Frusciante], que c'était parfait que [les musiciens étaient] disponibles pour son retour ».
Le 15 décembre 2019, à l’issue d'une courte réunion de groupe dans la maison de Flea, Klinghoffer se voit congédié par le bassiste qui lui annonce également que les musiciens ont « demandé à John [Frusciante] de revenir au sein du groupe ». Klinghoffer ne se voit pas surpris : « J’aime profondément ces gars[, mais] je ne me suis jamais vu comme méritant de faire partie du groupe à la place de John [Frusciante] », avoue-t-il, ajoutant que « John [Frusciante] est absolument à sa place dans ce groupe » et qu'il est « heureux qu'il y soit de retour ». Flea déclare que la séparation avec Klinghoffer a été difficile, mais qu'« artistiquement, en termes de capacité à parler le même langage [musical], c’était plus facile de travailler avec John [Frusciante] ».
Le 8 février 2020, Frusciante joue de nouveau sur scène pour la première fois depuis 13 ans, sans la présence du batteur Chad Smith alors en déplacement pour une exposition d'art et remplacé par Stephen Perkins. Il s'agit d'une cérémonie à la Tony Hawk Foundation en mémoire du producteur de films Andrew Burkle, fils du millionnaire Ronald Burkle. Entre mai et septembre 2020, un minimum de dix concerts entre les États-Unis et l'Europe est prévu pour le groupe. Toutes les dates sont annulées ou reportées à cause des restrictions sanitaires liées à la pandémie de Covid-19.

### Enregistrement et production
Dès janvier 2020, les Red Hot Chili Peppers se retrouvent pour répéter des chansons « pendant un mois ou deux ». Pour se réhabituer à jouer ensemble, les musiciens jouent des titres classiques, hors de leur répertoire : Hot Little Mama (1955) de Johnny « Guitar » Watson, Waterloo Sunset (1967) des Kinks, Trash (1973) des New York Dolls et Some Other Guy (1962) de Richard Barrett, entre autres. Ils répètent ensuite de « très vieilles » chansons des Red Hot Chili Peppers. Rick Rubin, invité pour assister au premier, se dit très ému de retrouver la formation avec qui il a collaboré sur quatre albums : « C'était tellement excitant de voir ce groupe d'amis rejouer ensemble car ils ont fait une musique si géniale pendant si longtemps, ça a été un choc émotionnel ».
Lorsque la pandémie de Covid-19 atteint les États-Unis, les membres du groupe profitent de cette période pour prendre deux mois de congé pour composer à domicile. Ils se rassemblent ensuite au studio The Village (en) pour mettre leurs idées en commun, avec un seul technicien dans la pièce. Rick Rubin reprend son rôle de producteur, « un choix évident » pour Anthony Kiedis, et, fidèle à son habitude, reste passif et contemplatif durant ces premières sessions.
En septembre 2020, le groupe entre au studio Shangri-La de Malibu avec plus d'une centaine de chansons à travailler, dont environ 45 en « bon état » pour commencer l'enregistrement. Quelques chansons sont écrites après l'entrée en studio, tel que le titre Veronica. Kiedis passe cinq mois sur l'île de Kauai, à Hawaï, à écrire et enregistrer les paroles d'un total de 48 chansons, qui seront toutes « finalisées et mixées ». Les musiciens enregistrent les pistes de base en jouant dans la même pièce. John Frusciante se voit contraint d'enregistrer ses solos en même temps que les « overdubs », l'utilisation de l'Effet Larsen et son volume sonore intensif pouvant involontairement être capturé par les micros de la batterie de Chad Smith. La panoplie du guitariste, fort d'une décennie d'expérimentations en musique électronique, s'étoffe de nouveaux modules « rackables » en addition à ses pédales d'effets traditionnelles. Contrairement à la tendance en production musicale, les Red Hot Chili Peppers continuent d'enregistrer leurs chansons sur bande magnétique. Unlimited Love est ainsi enregistré sur un magnétophone 24 pistes A827 de Studer. Le groupe sort du studio en août 2021.
À l'instar de Stadium Arcadium (2006), Frusciante s'implique activement dans le mixage de l'album. L'ingénieur du son Ryan Hewitt, qui mixa sept des albums solos du guitariste, reconnaît « une certaine télépathie » entre Frusciante et lui lorsqu'ils travaillent ensemble. Le mixage de l'album prend fin à la mi-mars 2022 aux EastWest Studios (en), à Hollywood.
Pour les Red Hot Chili Peppers, la vision initiale est de sortir un « ensemble de 40 chansons [réparties sur] sept disques vinyle », une idée à laquelle Warner Records s'oppose. Le label s'accorde avec le groupe sur le projet de sortir deux albums avec six mois d'écart. Les musiciens, estimant que « trop de bonnes chansons [furent enregistrées] pour ne pas sortir un deuxième album », évaluent presque naturellement les chansons comme appartenant à deux entités « aux énergies bien distinctes ». L'album suivant et publié la même année, Return of the Dream Canteen (2022), est composé de 17 des titres enregistrés au studio Shangri-La.

## Sortie et promotion
Le 28 janvier 2022, une vidéo énigmatique postée sur les réseaux sociaux du groupe, comprenant un riff de guitare. Le 4 février 2022, après plus de six ans d'absence, les Red Hot Chili Peppers publient le single Black Summer, dévoilé avec un clip vidéo réalisé par Deborah Chow et posté sur YouTube. Le titre annonce la date de sortie de l'album pour le 1er avril 2022. Le clip vidéo de Poster Child, réalisé par le studio français Julien & Thami, est publié le 4 mars 2022 et la chanson Not the One est révélée le 25 mars 2022. Ces deux titres ne sont pourtant pas officiellement considérés comme des singles d'Unlimited Love. Le 1er avril 2022, jour de publication de l'album, le second single These Are the Ways est introduit avec un clip vidéo réalisé par Malia James. D'après New Musical Express, Unlimited Love partage la création de riffs mélancoliques, de refrains entêtants et de mélodies doucement chantées « à l'image du précèdent travail de Frusciante avec les Red Hot Chili Peppers », tout en introduisant de nouveaux éléments « grungey » et acoustiques.
La veille de la sortie de Unlimited Love, le 31 mars 2022, les Red Hot Chili Peppers inaugurent leur étoile sur le Hollywood Walk of Fame, en présence de leurs amis de longue date George Clinton, Bob Forrest et Woody Harrelson. Le 1er avril, le groupe organise un concert surprise au Fonda Theatre (en) et joue pour la première fois des titres de l'album.

## Tournée
Le 7 octobre 2021, le groupe annonce, à travers une parodie de journal télévisé, une tournée mondiale débutant en Europe en juin 2022. L'Unlimited Love World Tour débute à Séville le 4 juin 2022. Les premières parties sont assurées par The Strokes, Beck, Haim, St. Vincent, Anderson .Paak, Thundercat et King Princess. En France, les Californiens remplissent le Stade de France deux soirs de suite, les 8 et 9 juillet 2022. Aux États-Unis, l'Unlimited Love World Tour est la première tournée de stades où le groupe est la tête d'affiche exclusive[réf. nécessaire].
Début 2023, le groupe jouera en Océanie, accompagné par Post Malone en première partie.

## Fiche technique

### Liste des titres
Toutes les chansons sont écrites et composées par Anthony Kiedis, Flea, John Frusciante et Chad Smith.
| 1.  | Black Summer (4 février 2022)       | 3:53 |
| 2.  | Here Ever After                     | 3:50 |
| 3.  | Aquatic Mouth Dance                 | 4:21 |
| 4.  | Not the One (25 mars 2022)          | 4:26 |
| 5.  | Poster Child (4 mars 2022)          | 5:19 |
| 6.  | The Great Apes                      | 5:02 |
| 7.  | It's Only Natural                   | 5:34 |
| 8.  | She's a Lover                       | 3:41 |
| 9.  | These Are The Ways (1er avril 2022) | 3:56 |
| 10. | Whatchu Thinkin'                    | 3:41 |
| 11. | Bastards of Light                   | 3:39 |
| 12. | White Braids & Pillow Chair         | 3:41 |
| 13. | One Way Traffic                     | 4:11 |
| 14. | Veronica                            | 4:29 |
| 15. | Let 'Em Cry                         | 4:23 |
| 16. | The Heavy Wing                      | 5:32 |
| 17. | Tangelo                             | 3:38 |

| A1. | Black Summer (4 février 2022)       | 3:53 |
| A2. | Here Ever After                     | 3:50 |
| A3. | Aquatic Mouth Dance                 | 4:21 |
| A4. | Not the One (25 mars 2022)          | 4:26 |
| B1. | Poster Child (4 mars 2022)          | 5:19 |
| B2. | The Great Apes                      | 5:02 |
| B3. | It's Only Natural                   | 5:34 |
| B4. | She's a Lover                       | 3:41 |
| C1. | These Are The Ways (1er avril 2022) | 3:56 |
| C2. | Whatchu Thinkin'                    | 3:41 |
| C3. | Bastards of Light                   | 3:39 |
| C4. | White Braids & Pillow Chair         | 3:41 |
| C5. | One Way Traffic                     | 4:11 |
| D1. | Veronica                            | 4:29 |
| D2. | Let 'Em Cry                         | 4:23 |
| D3. | The Heavy Wing                      | 5:32 |
| D4. | Tangelo                             | 3:38 |

| 18. | Nerve Flip | 3:06 |

### Interprètes
Red Hot Chili Peppers
- Anthony Kiedis - chant
- Flea - guitare basse, chœurs
- John Frusciante - guitares, chœurs, mellotron (Poster Child), synthétiseur (Poster Child)
- Chad Smith - batterie, tambourin (Black Summer)

Musiciens additionnels
- Matt Rollings - piano (Black Summer)
- Cory Henry - orgue (Poster Child)
- Lenny Castro - percussion (Poster Child)

#### Équipe de production
- Rick Rubin - production
- Ryan Hewitt - mixage
- Bernie Grundman - mastering
- Vlado Meller - mastering
- Jeremy Lubsey - assistant de production
- Gage Freeman - assistant de production
- Eric Lynn - co-originator production
- Chris Warren - Technicien
- Lawrence Malchose, Charlie Bolois et Henry Trejo - techniciens de studio
- Sami Bañuelos - assistant du groupe

#### Crédits
- Aura T-09, Sarah Zoraya - Creative Director, Design
- Elie Pesqué - Neon Sign Design
- Clara Balzary - Photography